# Elgaria kingii
Elgaria kingii es una especie de lagarto de la familia Anguidae. La especie es endémica del suroeste de los Estados Unidos y del noroeste adyacente de México. El nombre específico, kingii, es en honor a Phillip Parker King, un oficial de la Royal Navy nacido en Australia que inspeccionó la costa de América del Sur. Elgaria kingii se encuentra desde el sureste de Arizona y el suroeste de Nuevo México, Estados Unidos, hacia el sur hasta Jalisco, Colima, Nayarit, el sureste de Zacatecas y el suroeste de Aguascalientes, México.
Es llamado lagarto escorpión, nombre que también se da a Mesaspis moreletii y otras especies.

## Subespecies
Se reconocen tres subespecies como válidas, incluida la subespecie nominotípica. 
- Elgaria kingii ferruginea (Webb, 1962)
- Elgaria kingii kingii Gray, 1838
- Elgaria kingii nobilis Baird y Girard, 1852

Nota: Una autoridad trinomial entre paréntesis indica que la subespecie se describió originalmente en un género distinto de Elgaria.